# 61402 Franciseveritt
61402 Franciseveritt è un asteroide della fascia principale. Scoperto nel 2000, presenta un'orbita caratterizzata da un semiasse maggiore pari a 2,5330563 au e da un'eccentricità di 0,1665362, inclinata di 1,94277° rispetto all'eclittica.
L'asteroide è dedicato al fisico statunitense Fracis Everitt.